# سياران كلارك
سياران كلارك (بالإنجليزية: Ciarán Clarke)‏ هو لاعب قذف بريطاني، ولد في 1993 في Ballycastle, County Antrim ‏ في المملكة المتحدة.